# にし茶屋街

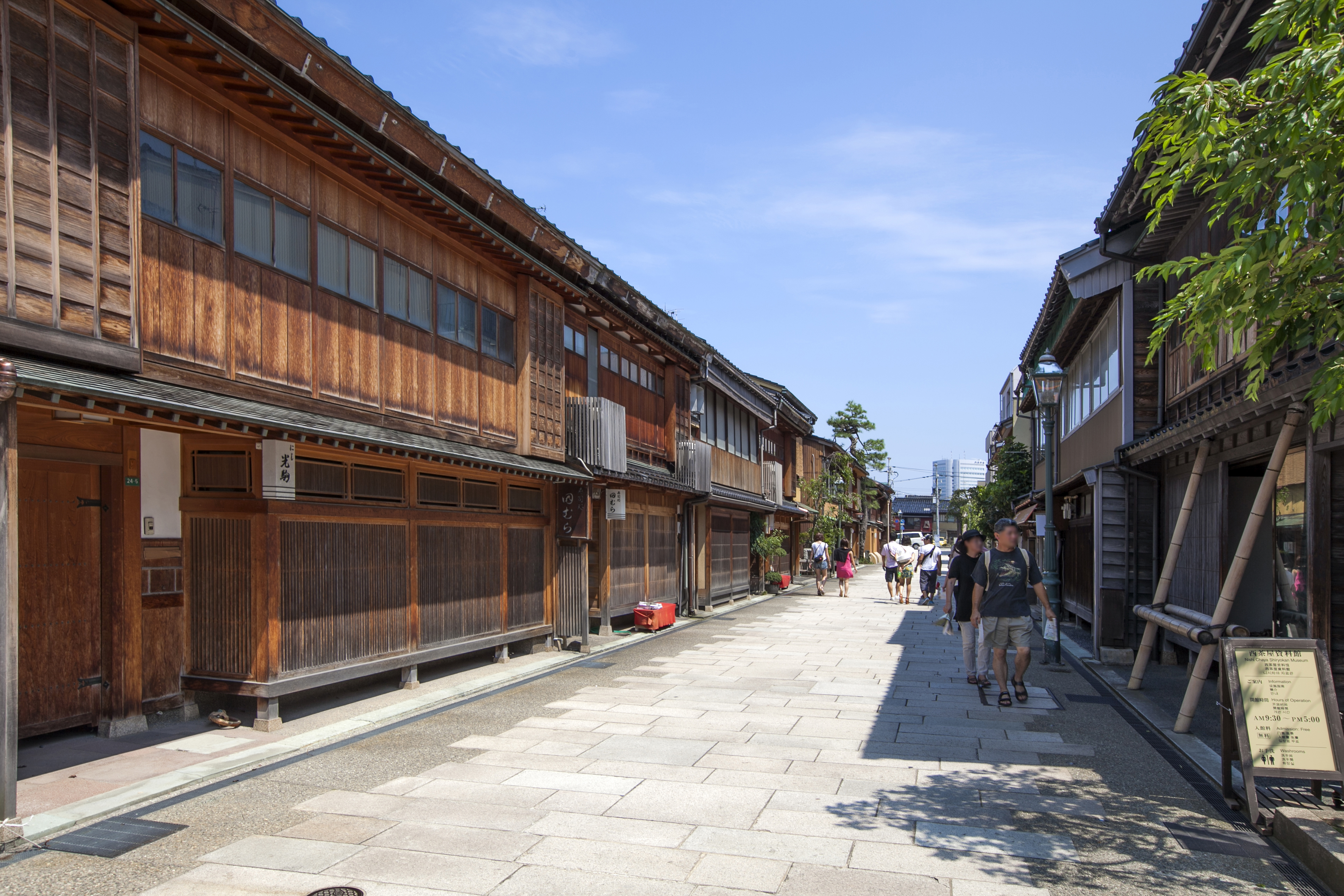
にし茶屋街

にし茶屋街（にしちゃやがい）は、石川県金沢市野町二丁目にある茶屋街である。金沢三大茶屋街（ひがし茶屋街、主計町茶屋街）の一つに数えられるとされる。

## 概要
文政3年（1820年）、加賀藩12代藩主前田斉広の公許を得たことにより、「ひがし茶屋街」と共に誕生した。現在でも料亭や芸妓置屋が立ち並び、藩政期の独特の雰囲気を味わうことができる。金沢の茶屋街において、にし茶屋街に在籍する芸妓数は最大となっている。
ちなみに、小説家島田清次郎が幼少の頃に過ごした場所である。

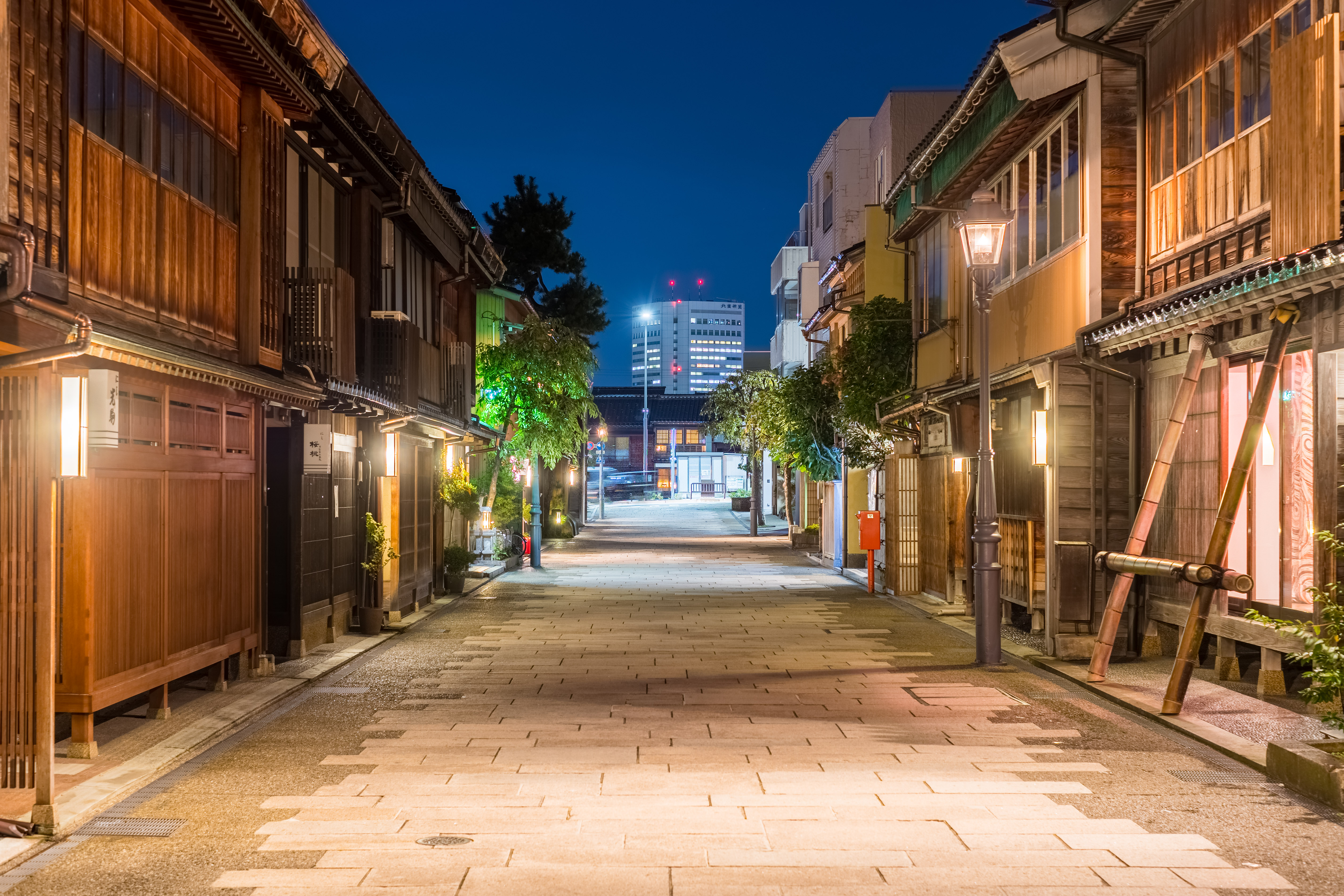
にし茶屋街の夕景

## 交通アクセス

### バス
- 金沢駅東口より 北鉄バス乗車 広小路バス停下車、徒歩3分

## 周辺

### 名所・旧跡
寺院
- 寺町寺院群
  - 妙立寺 - 様々な仕掛けやカラクリが多いことから、忍者寺と呼ばれる。
  - 立像寺 - 金沢市内で現存最古の寺院。